# A haramiák (dráma)
A haramiák (eredeti címén Die Räuber) Schiller drámája 1781-ből, Schiller első teljes műve. A darabot a mannheimi színház mutatta be óriási sikerrel, 1782. január 13-án. A közönség tombolt, az előadást majdnem le is kellett állítani. A siker rögtön hírnevet szerzett Schillernek a német irodalomban, első bírálója rögtön „német Shakespeare”-t látott benne.
Magyar fordítások:
- Barcsay László (1794)
- Toldy Ferenc (1823)
- Hevesi Sándor (1899)
- Déry Tibor, Devecseri Gábor (versek) (1949)
- Hevesi Judit, Cziglényi Boglárka (2015)
- Térey János (2017)

## Szereplők
- Moor Károly (Karl Moor)
- Moor Ferenc (Franz Moor)
- Maximilian – gróf Moor, kormányzó
- Edelreich Amália – Károly szerelme
- Speigelberg - volt diákok, ma haramiák:
- Schweizer
- Grimm
- Schufterle
- Roller
- Kosinsky
- Schwartz
- Hermann - egy nemesember fattyúja
- Dániel - Moor gróf inasa
- Moser - lelkész
- Szerzetes, más haramiák

## Cselekmény
Maximilian von Moornak két fia van: Ferenc és Károly. A másodszülött Ferenc születése óta csúnya, és az örökségre sem jogosult. Károly ezzel szemben mindig is az apja kedvence volt, de lipcsei tanulmányai alatt elzüllött és adósságokat halmozott fel. Mielőtt jobb útra térne, az apjának egy levelet küld megbocsátásért esdekelve.
A féltékeny Ferenc kicseréli Károly levelét egy saját maga által kitaláltra. Az apjának felolvassa az egy állítólagos levélírótól érkezett írást, amiben Károly mint nőket megerőszakoló gyilkos és haramia szerepel. A levél hatására az apa kitagadja Károlyt az örökségből.
A megbocsátásban reménykedő Károly csalódásában hagyja, hogy a barátai által alakított rablóbanda vezetőjévé válasszák. A bandán belül konfliktusok alakulnak ki a kedvtelésből gyilkolók között. Károly mind mélyebbre süllyed az igazságtalanság és az erőszak ördögi körében, ami mind nehezebbé teszi a normális életbe való visszatérését. Amikor erre rájön, örök hűséget esküszik rablótársainak. Amikor azonban miatta válnak ártatlanok is áldozattá, és egy új tag a menyasszonyára emlékezteti, elhatározza, hogy ismeretlenként visszatér a szülői házba.
Közben Ferencnek sikerül még inkább elfordítania apja szívét az elvesztett fiútól. Kinevezi magát a kastély urának, és megpróbálja meghódítani bátyja menyasszonyát, Amáliát, aki azonban ellenáll a kísértésnek, és hűen kitart szerelme, Károly mellett. Álruhában megjelenik a kastélyban Károly, kideríti az igazságot, és rájön, hogy Amália, aki nem ismerte fel, még mindig szereti.
Amikor Ferenc rájön, ki rejtőzik az álruha alatt, Károlynak menekülnie kell. Ekkor találkozik a halottnak hitt apjával, aki egy menhelyen éhezik. De ő nem ismeri meg kedvenc fiát. Károly a haramiáit küldi a kastély ellen, hogy fogják el testvérét, Ferencet. Amikor Ferenc felismeri a veszélyt, öngyilkos lesz, elkerülve az igazságos büntetést. A haramiák elfogják Amáliát, majd Károly elé viszik aki bevallja, hogy ő a haramiák vezére. Az apja ezt már nem bírja ki, belehal a fájdalmába. Amáliát is megrázza a valóság, de kitart Károly mellett. Károlyt esküje köti a haramiákhoz, így nem lehetséges a normális életbe való visszatérése. Amália viszont nem akar nélküle élni, és könyörög szerelmének, hogy ölje meg. Károly teljesíti utolsó kívánságát, és megfojtja. Rájön, hogy az a két ember akire az életét alapozni tudta volna, halott. Így elhatározza, hogy a törvény kezére juttatja magát.

## Előadásai
Első magyar nyelvű bemutatóját 1794. március 23.-án, Kolozsváron tartották A tolvajok címmel. A szöveget Barcsay László fordította.
Ezt követően a Pesti Magyar Színház mutatta be a darabot 1837. szeptember 18.-án, majd 1839. június 16.-án szintén ebben a színházban került bemutatásra Toldy Ferenc fordításában. 1867-ben Szigligeti Ede rendezésében a Nemzeti Színház tűzte műsorra.
A 20. században Hevesi Sándor fordításában, Pethes Imre rendezésében láthatta a publikum a darabot a Nemzeti Színházban, 1924. június 28.-án. 1966. február 2.-án, Déry Tibor fordításában mutatta be a Komáromi Jókai Színház Szilágyi Albert rendezésében. 1998. december 3.-án Alföldi Róbert modern szemléletű rendezésében mutatta be a Budapesti Kamaraszínház, Haramiák (Banditák) címmel, Kránitz Lajos (Moor), László Zsolt (Ferenc) és Stohl András (Károly) főszereplésével.
2015. december 19.-én, a Pesti Színházban mutatták be a színművet, Hevesi Judit és Cziglényi Boglárka fordításában, Kovács D. Dániel rendezésében, Seress Zoltán (Moor), Orosz Ákos (Franz) és Király Dániel (Karl) főszereplésével.
A szabadkai Népszínház 2016. május 20.-án mutatta be a drámát Térey János fordításában és átíratában Rablók és gyilkosok címmel, Gáspár Ildikó rendezésében, Pálfi Ervin, Szőke Attila, Ralbovszki Csaba és Baráth Attila főszereplésével.

## Emlékezete
Jókai És mégis mozog a föld! című regényében Béni bácsi Párizsba utazva a drámából tanultak miatt fél a cseh erdők zsiványaitól.